# Moja ziemia
Moja ziemia – dwumiesięcznik wydawany przez Oddział Kociewski Zrzeszenia Kaszubsko-Pomorskiego w Zblewie. 
Pismo powstało wkrótce po reaktywacji działalności oddziału w 1991 roku, początkowo wychodząc pod nazwą „Zblewska Ziemia”. Pod koniec 1992 roku z powodu podjęcia szerokiej współpracy z oddziałami ZKP w Lubichowie, Osiecznej i Szlachcie, zmieniło nazwę na „Moja Ziemia”.
Pismo szybko przyjęło także charakter periodyku gminnego, a jego wydawcy weszli w ścisłą współpracę z samorządem gminy Zblewo, który z czasem stał się współwydawcą. W 1996 r. dwumiesięcznik ukazywał się w nakładzie 500 egzemplarzy. Z powodów finansowych samorząd zdobywał coraz większy wpływ na jego wydawanie, co odbiło się negatywnie na losach pisma. W czasie kampanii wyborczej do samorządów w roku 1998 ówczesne władze gminy zawiesiło wydawanie „Mojej Ziemi” na czas kampanii, a po wyborach już go nie wznowiły.
Pismo redagowali m.in.: F. Bieliński, B. Damaszk, H. Dunajska, E. Grudniewska, J. Jasiński, E. Jędrzejewska, A. Jaruszewska, ks. A. Kujawa, F. Putkammer, M. Tomana, G. Stanowska, T. Zmura.
Do próby reaktywacji pisma doszło dopiero w listopadzie 2016 roku. Z okazji dwudziestopięciolecia Oddziału ZKP w Zblewie wydano specjalny (35) numer pisma, w którym opublikowano wybór tekstów z lat dziewięćdziesiątych. W grudniu tego roku wydano zaś kolejny, trzydziesty szósty numer, pierwszy regularny, który ma zapoczątkować nową serię czasopisma, wychodzącego teraz jako kwartalnik. W 2017 roku trzydzieści trzy numery czasopisma z lat dziewięćdziesiątych, zostały opublikowane w wersji cyfrowej na portalu Skarbnica Kociewska.